# Karnicki-Palais

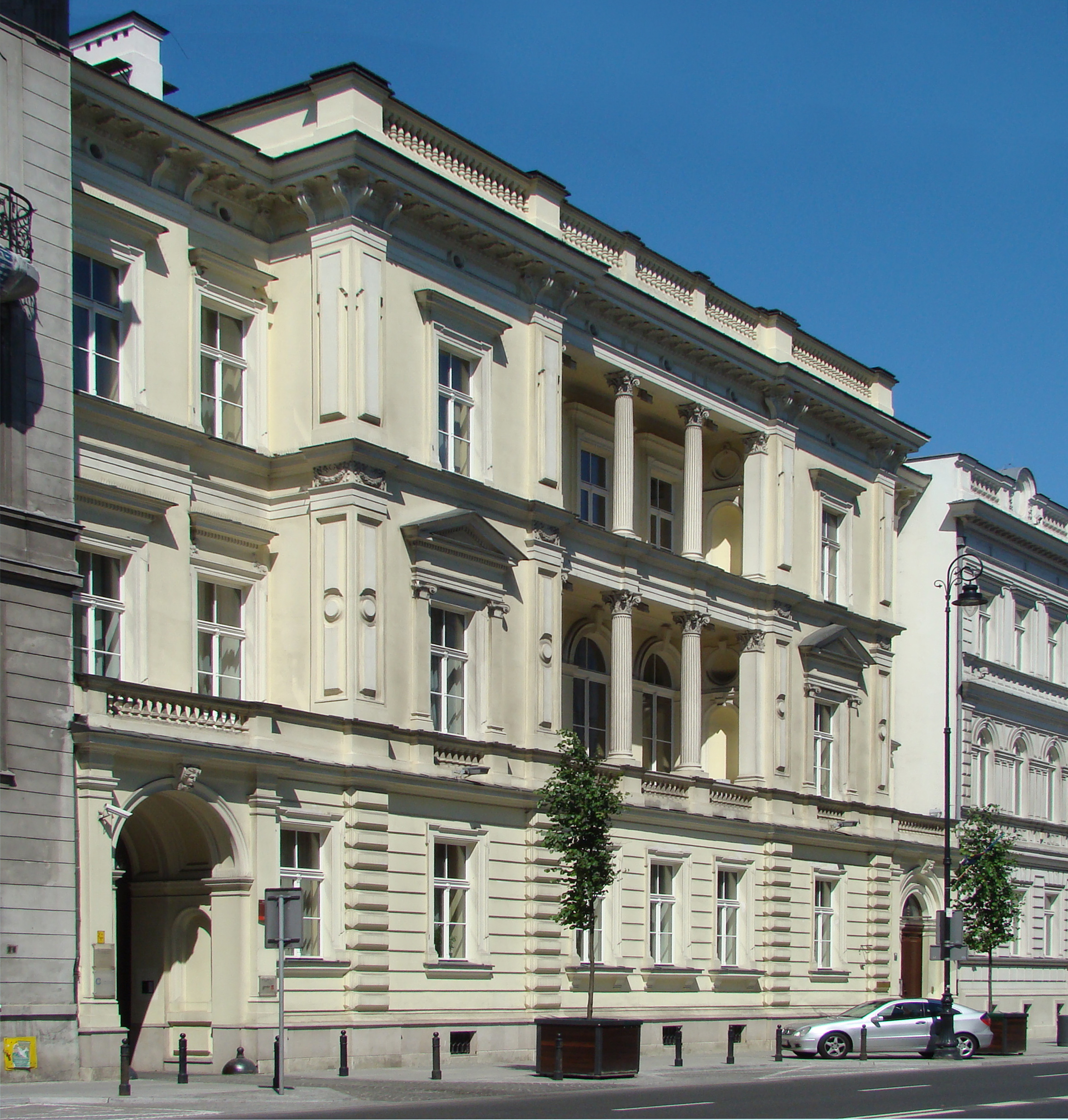
Die beiden prägnanten Loggien bestimmen die Frontfassade des Karnicki-Stadtpalais

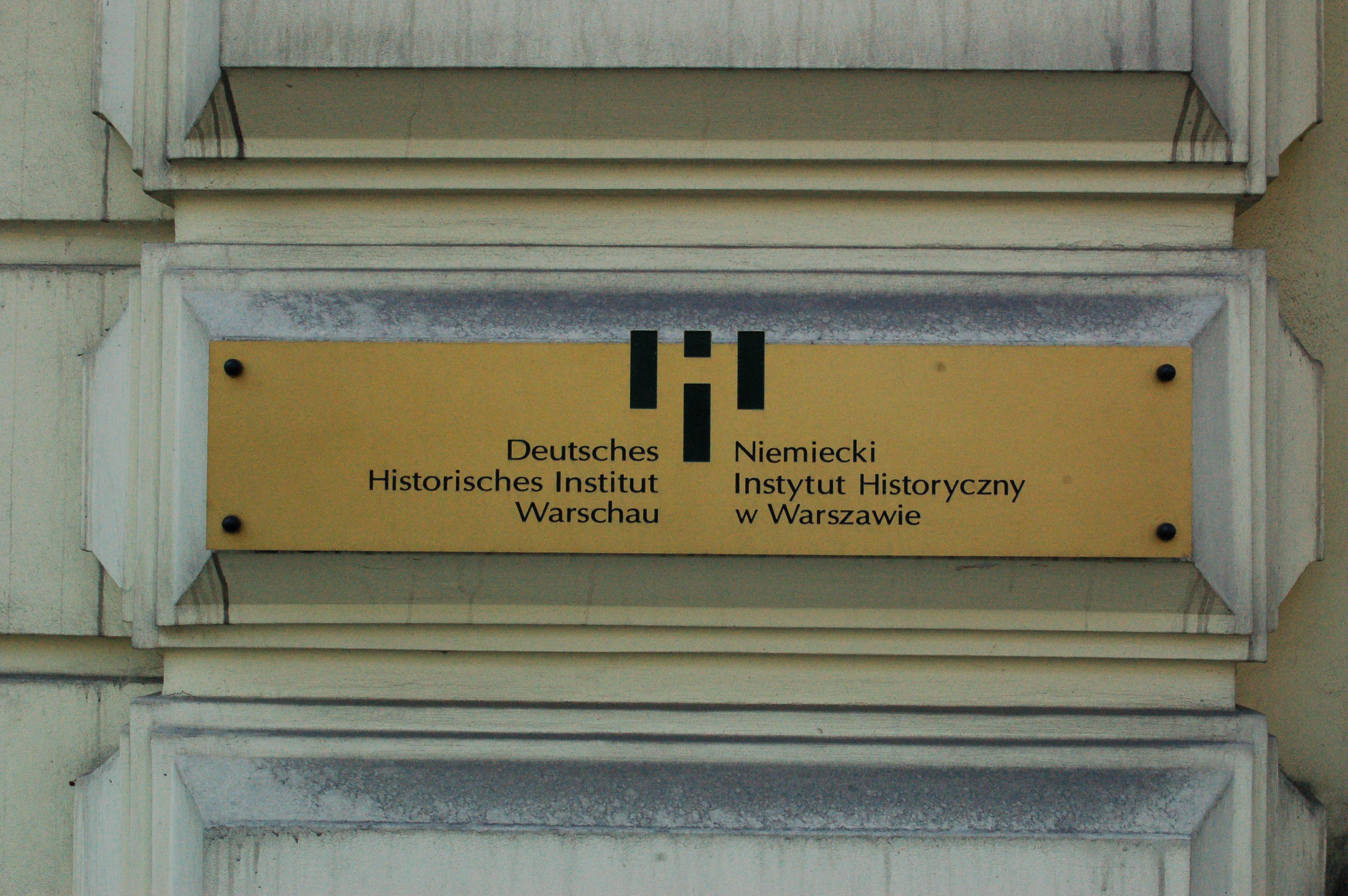
Die Warschauer Dependance des Deutschen Historischen Instituts hat hier ihre Büros

Das Karnicki-Palais (polnisch: Pałac Karnickich) wurde 1877 in Warschau als Residenz eines hohen polnischen Beamten des russischen Weichselgouvernements im Neorenaissancestil errichtet. Nach dem Zweiten Weltkrieg wiederaufgebaut, wurde es Ende der 1990er Jahre aufwändig saniert. Aufgrund der vorbildlichen Restaurierung wurde das Palais 1999 mit einem Preis des Denkmalschutzamtes der Republik Polen ausgezeichnet. Heute beherbergt das Gebäude das Deutsche Historische Institut in Warschau.

## Lage
Das Palais befindet sich an der Westseite der Aleje Ujazdowskie (Nr. 39) etwa 100 Meter südlich des Plac Trzech Krzyży und gehört damit zum Warschauer Innenstadtdistrikt. Im Norden (Nr. 41) schließt sich das Mietshaus des Ignacy Bernstein (polnisch: Kamienica Ignacego Bernsteina) und im Süden (Nr. 37) das Mietshaus der Anna Mikulicz-Radecka (polnisch: Kamienica Anny Mikulicz-Radeckiej) an. Schräg gegenüber befindet sich an der Al. Ujazdowskie 14 der Palais zur Artischocke (polnisch: Pałac pod Karczochem), in dem heute die Botschaft Litauens in Polen untergebracht ist.

## Geschichte
Das Stadtpalais wurde 1877 nach einem Entwurf des Architekten Józef Huss für den Senator Jan Karnicki errichtet. Nach dem Tode des Erbauers erbten dessen Töchter das Gebäude im Jahr 1888. Am 14. Januar 1905 erwarb Anna Gräfin Komar-Gawrońska das Objekt von den Erbinnen. Die neue Besitzerin bewohnte den ersten Stock und vermietete die übrigen Flächen. So lebte im Erdgeschoss der Senator Józef Wielowieyski und im zweiten Stock der bulgarische Gesandte. Bis 1921 war der Apostolische Nuntius Achilles Kardinal Ratti, der spätere Papst Pius XI., ein häufiger Gast im Palais. Im Jahr 1928 wurde ein Nebengebäude an der Nordwest-Seite des Hinterhofes errichtet, dass mit dem Palais über einen Korridor verbunden wurde. 1943 wurde das Palais an Jerzy Woynicz Sianożęcki verkauft. Der neue Eigentümer starb bereits im Folgejahr während des Warschauer Aufstandes, im Laufe dessen Kampfhandlungen auch die Innenausstattung des Gebäudes zerstört wurde.
Nach dem Krieg wurden die Alteigentümer enteignet, das Objekt wiederaufgebaut und als Sitz verschiedener Institutionen (darunter die  Konsumgenossenschaft WSS „Społem“) genutzt. Die Bausubstanz verschlechterte sich bis zur Wende. 1995 wurde das Gebäude der Ehefrau des letzten Besitzers vor Kriegsende, Anna Sianożęcka, zurückgegeben. Sie verkaufte das Palais 1996 an Zbigniew Niemczycki, unter dem es im Jahr 1997 grundlegend renoviert wurde. Neben notwendigen technischen Anpassungen (Ersatz der alten Holzdecken durch Betondecken, Austausch einer alten Hintertreppe durch einen Fahrstuhl) wurde weitgehend der Originalzustand vom Ende des 19. Jahrhunderts wiederhergestellt. So erhielten die Treppen wieder weißen Marmor aus Carrara, Stuckaturen wurden rekonstruiert, Balustraden und Geländer der Balkone und Treppen wurden in Gusseisen gefertigt und Glasmalereien erneuert.

## Architektur
Das Palais ist beispielhaft im Stil der Neorenaissance gehalten. Auch wenn die Architektur erkennbar von italienischen Vorbildern der späten Renaissance geprägt ist, weist sie dennoch auch Berliner Einflüsse auf. Vermutlich stand das von Friedrich Hitzig entworfene Berliner Gerson-Haus in der Bellevuestrasse 10 als Vorbild Pate.
Das Gebäude wurde auf einem Rechteck errichtet. Die drei oberirdischen Geschosse sind mittels Gesimsen in der Waagerechten strukturiert. Über dem Kranzgesims erstreckt sich eine Attika. In der Senkrechten gliedern Pilaster die Frontfassade. Auffallend sind die zwei übereinanderliegenden Loggien mit je zwei freistehenden, mittleren korinthischen Säulen im ersten und zweiten Stockwerk. Die Fenster der Loggia sind im ersten Stock nach oben abgerundet, im zweiten Stock sind sie rechteckig ausgeführt. Die Einfahrt, die an der Südseite in den Hinterhof führt, wird von toskanischen Pilastern gesäumt. Das Palais verfügt über zwei Treppenhäuser. Im Mittelteil des Gebäudes befinden sich zur Front- und zur Hofseite große, repräsentative Räume.